# Jökulsárlón
Jökulsárlón is het bekendste en grootste gletsjermeer in IJsland. Het ligt ten zuiden van de Vatnajökullgletsjer tussen het nationale park Skaftafell en het stadje Höfn. Het gletsjermeer is vrij nieuw, aangezien het pas in de jaren 1934-1935 ontstond. Het meer groeide echter snel van 7,9 km² in 1975 tot minstens 23 km² hedendaags door het smelten van de gletsjers. Met een diepte van ongeveer 250 meter is Jökulsárlón momenteel het diepste meer van het land. Het meer is door de altijd ronddrijvende ijsbergen met fraaie ijsformaties populair bij toeristen. Er is een informatiecentrum en er zijn boottochten met onder andere een amfibievoertuig mogelijk op het meer. Er zijn toeristische bezoeken aan de aanliggende Breiðamerkurjökull (gletsjertong).
Het gletsjermeer Jökulsárlón ligt vlak bij de Atlantische Oceaan en is daar met een zeer smalle strook land van gescheiden. Deze landstrook wordt door een rivier, die het smeltwater afvoert, doorsneden. Door de toenemende groei van het meer wordt gevreesd dat het meer ooit een diepe baai kan worden die van aan de gletsjertong rechtstreeks in de oceaan uitmondt. Er zijn echter plannen om dit te verhinderen, aangezien deze landengte de enige plaats is waar de Hringvegur een vlotte verbinding garandeert tussen het westen van het land en de streek rond Höfn.
In de buurt van Jökulsárlón zijn er nog twee ander gletsjermeren: Fjallsárlón en Breiðárlón.

## Trivia
- Het gletsjermeer is een geliefde plaats om filmscènes op te nemen. Onder andere zijn er delen van Beowulf and Grendel, Tomb Raider, Batman Begins, Die Another Day en A View to a Kill opgenomen.